# Fengzhen

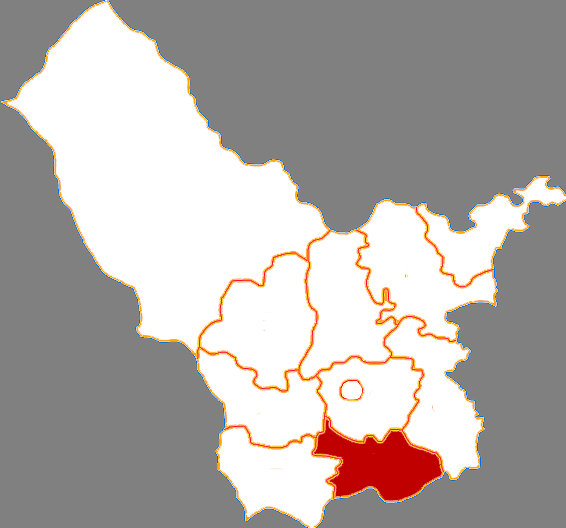
Lage Fengzhens in Ulanqab

Die Stadt Fengzhen (chinesisch 丰镇市, Pinyin Fēngzhèn Shì; mongolisch ᠹᠸᠩᠵᠸᠡ ᠬᠣᠲᠠ Fėŋjėn qota) ist eine chinesische kreisfreie Stadt im autonomen Gebiet Innere Mongolei im Norden der Volksrepublik China. Sie gehört zum Verwaltungsgebiet der bezirksfreien Stadt Ulanqab. Fengzhen hat eine Fläche von 2.703 km² und zählt 310.000 Einwohner (2004).